# Лароша (Кјети)
Лароша (итал. Laroscia) је насеље у Италији у округу Кјети, региону Абруцо.
Према процени из 2011. у насељу је живело 58 становника. Насеље се налази на надморској висини од 144 м.